# Stazione di Salford Centrale
La  stazione di Salford Centrale (in Lingua inglese: Salford Central railway station) è la principale stazione ferroviaria di Salford, in Inghilterra. Presenta collegamenti con le stazioni Stazione di Manchester Piccadilly, e altre varie nel nord dell'Inghilterra.